# Formación de oferta
La formación de oferta es aquella que tiene por objeto facilitar a los trabajadores, tanto empleados como en situación de desempleo, una formación adaptada a las exigencias del mercado de trabajo la cual debe responder a los requerimientos de productividad y competitividad de las empresas y a las necesidades de promoción profesional y desarrollo personal de los trabajadores, de tal forma que les capacite para el desempeño cualificado de las distintas profesiones y para poder acceder a un empleo en el caso de que carezcan del mismo. Art. 20.1 RD 395/2007.
La Formación de Oferta tiene como finalidad, incentivar y facilitar la participación y el acceso de los trabajadores a aquella oferta formativa dirigida a la obtención de un certificado de profesionalidad. Art. 20.2 RD 395/2007

## Regulación legal
- Real Decreto 395/2007, de 23 de marzo, por el que se regula el subsistema de formación profesional para el empleo.

- ORDEN TAS/718/2008, de 7 de marzo, por la que se desarrolla el Real Decreto 395/2007, de 23 de marzo, por el que se regula el subsistema de  [formación profesional para el empleo, en materia de formación de oferta y se establecen las bases reguladoras para la concesión de subvenciones públicas destinadas a su financiación.

- Ley 3/2012 de 6 julio, de medidas urgentes para la reforma del mercado laboral, mediante la cual en su Disposición Adicional Séptima, se añaden dos apartados al artículo 22 del RD 395/2007 con la finalidad de que el Servicio Público de Empleo Estatal y el respectivo autonómico especifiquen en cada convocatoria las acciones formativas que tengan carácter prioritario.

## A quién va dirigida

### Planes dirigidos a trabajadores ocupados
En los planes dirigidos prioritariamente a trabajadores activos, la participación de los mismos deberá ser como mínimo del sesenta por ciento del total de trabajadores que vayan a realizar estos cursos. Art. 5 de la Orden TAS/718/2008
Aunque van dirigidos prioritariamente a trabajadores ocupados, también podrán participar en los mismos, trabajadores en situación de desempleo.

#### Planes de formación Intersectoriales
Son aquellos que comprenden todas las acciones formativas destinadas al aprendizaje de competencias transversales pertenecientes a varios sectores de la actividad económica o bien de competencias específicas de un sector para el reciclaje y recualificación de trabajadores de otros sectores. Art. 24 RD 395/2007

#### Planes de formación Sectoriales
De estos planes forman parte aquellas acciones formativas dirigidas a la formación de trabajadores de un sector productivo concreto. Su finalidad es llevar a cabo acciones formativas de interés general para dicho sector y satisfacer necesidades específicas de formación del mismo. Art. 24 RD 395/2007

### Planes dirigidos a trabajadores desempleados
Son aquellos que tienen como finalidad la inserción o reinserción laboral de los trabajadores en situación de desempleo en aquellos empleos que requiere el sistema productivo. Art. 25.1 RD 395/2007
En las acciones formativas dirigidas prioritariamente a este tipo de trabajadores, la participación de estos en los cursos no podrá ser inferior al sesenta por ciento del total de personas que los realicen
Debido a las propias características de este colectivo de trabajadores, las acciones formativas dirigidas a su inserción o reinserción en el mercado laboral forman parte de las llamadas políticas activas de empleo que son actualmente gestionadas por las propias comunidades autónomas a las cuales se han transferido las correspondientes competencias, es decir, tienen ya la mayoría los correspondientes medios y servicios

## Quién ejecuta los planes de formación
La formación de oferta puede tener lugar tanto en el ámbito estatal como en el ámbito autonómico. Así, aún guardando gran semejanza, puede haber diferencias dependiendo del ámbito en el que nos encontremos.

### Ejecución de los planes en el ámbito estatal
Según el artículo 24.2 del RD 395/2007, se debe llevar a cabo mediante los convenios que al efecto se celebren entre el Servicio Público de Empleo Estatal y las siguientes organizaciones y entidades:

Cuando se trate de planes de formación intersectoriales, las organizaciones Empresariales y Sindicales más representativas en el ámbito Estatal.

Los planes también se ejecutarán con los representantes más representativos de la economía social con implantación a nivel nacional así como con asociaciones de autónomos con fuerte implantación a nivel estatal. En estos dos últimos casos, las acciones formativas irán destinadas a los trabajadores de las empresas de economía social como son las cooperativas o entidades sin ánimo de lucro y también irán dirigidas a los trabajadores por cuenta propia o autónomos.

Cuando se trate de planes de formación sectoriales, las organizaciones Empresariales y sindicales más representativas en el ámbito estatal y las representativas en tal ámbito.

Cuando no exista negociación colectiva sectorial o no se estructure suficientemente, la normativa articulará aquellas medidas que sean necesarias para procurar que se ofrezca formación de oferta adecuada.

Los centros y entidades de formación debidamente acreditados e inscritos en el Registro Estatal de Centros y Entidades de formación.

Lo cual pueden hacer ahora sin intermediarios y ello en virtud de la reforma efectuada por la Disposición Adicional Séptima de la Ley 3/2012 de medidas urgentes para la reforma del mercado laboral.

### Ejecución de los planes en el ámbito autonómico
El artículo 24.3 del RD 395/2007, establece que se debe llevar a cabo mediante los convenios que al efecto se celebren entre el Servicio Público de Empleo autonómico y las siguientes organizaciones y entidades:
- Cuando se trate de planes de formación intersectoriales, las organizaciones Empresariales y Sindicales más representativas en el ámbito Estatal y las más representativas en el ámbito autonómico. Aquí también podemos incluir a las asociaciones de autónomos y los representantes de las empresas de economía social.

En los planes de formación sectoriales, las organizaciones Empresariales y sindicales más representativas y las representativas en el correspondiente sector.

- Los centros y entidades de formación debidamente acreditados e inscritos en el Registro autonómico de Centros y Entidades de formación de la comunidad autónoma de que se trate.

## Como se financia la formación de oferta
El procedimiento ordinario que la administración utiliza con carácter general para conceder subvenciones es el llamado Procedimiento de concesión de subvenciones en régimen de concurrencia competitiva también llamado concurso. Art. 22.1 Ley 38/2003, General de Subvenciones
Esta es la regla general, pero existen excepciones como es el caso de las acciones formativas dirigidas a personas privadas de libertad en centros penitenciarios o bien para los miembros de las Fuerzas Armadas. En estos casos especiales, el régimen que se prevé es el de Concesión Directa. Art. 22.2 y 23.3 RD 395/2007

## Otras modalidades de la formación de oferta
- Acciones formativas con compromiso de contratación. Se regulan en el artículo 21 de la Orden TAS/718/2008 y siguen el sistema de subvención directa
- Programas específicos. Para la formación de personas con necesidades formativas especiales o que tengan dificultades a la hora de su ingreso en el mercado de trabajo. Se regulan en el artículo 23 de la Orden.
- Formación de la población reclusa y militares profesionales de tropa y marinería